# Online tutorstvo
Online tutorstvo se odnosi na proces u kojem je znanje podijeljeno između tutora-učitelja, pružatelja znanja tj. stručnjaka te primatelja znanja preko Interneta. Online tutorstvo se nalazi u upotrebi gotovo onoliko koliko je Internet star. 
Koristi se putem e-maila i sadržaja znanja. Učitelj ili stručnjak stvara informacijski sadržaj na strukturiran i promišljen (sistematski, sustavan) način. Učenik dolazi do znanja u bilo koje vrijeme svojim tempom. Interakcija između učitelja i učenika je preko e-maila. Testovi i kvizovi koje učenik piše, šalju se učitelju koji rezultate i povratnu informaciju vraća učeniku.

## Tutorstvo u stvarnom vremenu
S većom propusnosti (širina frekvencijskog područja) učenici i učitelji se mogu uključiti online u isto vrijeme kao i u fizičkoj učionici. S dodatnom tehnologijom (dio zaslona za upisivanje teksta u sustavima CMC - whiteboard) učitelj može prezentirati svoj materijal na računalu. Whiteboard je istovrstan običnoj bijeloj školskoj ploči i dopušta učitelju da piše i stvara slike u stvarnom vremenu. Real-time tutorstvo se sastoji i od zvučnih i od vizualnih naprava. Varijacija toga je upotreba online chata i instantnih poruka kao sredstvom komuniciranja. Premda je online tutorstvo bez audia i videa sadržajno različito od real-timea, također može biti djelotvorno ako učenici koriste stara ili zajednička računala. Second Life se 2007. godine počeo koristiti za podučavanje uključujući online tutorstvo. Dobra online strategija može omogućiti djelotvornu i jeftiniju online predaju znanja.

## Procedure Online tutorstva
Iz dosadašnjeg opisa, može se činiti da online tutorstvo odražava prastare tutorske procedure u 4 oka. Međutim, postoje suptilne razlike u pristupu i predaji znanja u online tutorstvu:
- za razliku od podučavanja licem u lice gdje učitelji pišu po ploči, online tutori pripreme materijal prije te ga isporuče brže učeniku preko whiteboard ploče – materijal za sat napraviti kao dijapozitiv ili slajd u power point prezentaciji
- online učitelj ima veću odgovornost pri podučavanju jer kontrolira protok znanja i materijala na whiteboard ploči
- sudionici na različitim pozicijama dobivaju one resurse koje tutori smatraju prikladnim za njihovo znanje zbog čega je teže poučavati mlađu djecu i one sa slabom koncentracijom

## Uvjeti za online tutorstvo
- širokopojasna internetska veza – upotreba audia i videa zahtijeva veliku propusnost (minimum 128 kbit/s radi dial-upa)
- mikrofon i zvučnici
- zajednički dio zaslona whiteboard ploče
- wowpen – olovka za pisanje po zaslonu računala
- web ili digitalna videokamera za vizualne demonstracije

## Usluge online tutorstva
- 4 sloja online tutorstva: sloj ugrađenog audio i video materijala za stvarno vrijeme, sloj javnog područja s manje koordinacije, sloj chat prostorija bez audia i videa i sloj bez ikakvih komponenata
- ovjereni i provjereni tutori kao zaposlenici
- dostupnost i povoljnost
- dijelovi podučavanja: instrukcije i demonstracije učitelja, skupni rad preko online diskusija i samostalno istraživanje materijala koje ne pruža tutor
- naglašena internet sigurnost
- ponekad u sklopu koledža, fakulteta ili sveučilišta radi povećanja završnih ocjena i više mogućnosti za svoje studente

## Mane online tutorstva
- udaljenost učitelja od «razreda»
- istiskivanje socijalnog druženja studenata
- odvajanja studenta od svojih vršnjaka, timskog rada i rješavanja međusobnih socijalnih problema koji se pokazao kao vrlo učinkovit način učenja